# Giovanni Martinotti
Giovanni Martinotti (ur. 1857, zm. 1928) – włoski lekarz patolog i anatom, profesor na Uniwersytecie w Bolonii. Przypisuje mu się niesłusznie odkrycie komórek Martinottiego – ich rzeczywistym odkrywcą był Carlo Martinotti (1859–1918), uczeń Golgiego. Giovanni Martinotti był jednym z pierwszych, którzy zakładali możliwość przeprowadzenia całkowitej pankreatektomii.